# Expedició i conquesta d'Herat (1380-1381)
L' expedicio i conquesta d'Herat, capital de la dinastia Kart, per part de Tamerlà, fou un proces iniciat el 1380 i desenvolupat el 1381, culminat incidentalment el 1383.

## Ambaixada de Tamerlà a Herat (1380)
Des del seu quarter d'hivern a la vora de Karshi, Tamerlà va enviar una ambaixada a Herat per convocar al Malik Ghiyath al-Din Pir Ali a un kurultai a celebrar a la primavera al qual assistiria el propi Tamerlà. Pir Ali va demorar en lo possible la resposta i finalment va respondre que aniria lliurement a Samarcanda i només requeria una escorta per guiar-lo. El amir Saif al-Din Nukuz (Hajji Saif al-Din Barles), el mes vell servidor de l'emperador i amic del malik, persona de confiança de Tamerlà, es va proposar per acompanyar-lo fins a Mawara al-Nahr i Timur hi va estar d'acord i va enviar a Herat al vell amir. El malik va seguir demorant la marxa al·legant que havia de preparar els regals per a Timur i havia de fer preparatius de viatge. En realitat estava omplint Herat de queviures per resistir un setge i estava reforçant les defenses (ja el 1378 havia fet construir una segona muralla d'uns 10 km de circuit que abraçava alguns suburbis i jardins de la ciutat) i fortificava les seves muralles. Era evident que el malik no tenia cap intenció de renunciar al seu regne ni de viatjar al de Tamerlà. Veient que el malik no tenia intenció de viatjar a Transoxiana, Saif al-Din va iniciar el retorn i es va presentar a Tamerlà per informar.

## Expedició a Herat (1380)
Els objectius de Timur estaven definits amb relació a Herat. Els tovachis van entrar en acció, muntant un exèrcit per a la primera campanya fora de les seves pròpies fronteres. L'equip de cada soldat va ser inspeccionat pel seu oficial de comandament, que va informar al seu superior. Els amirs, destacats amb la seva armadura i escuts en relleu, llances llargues i arcs, els soldats en grups de deu mil. Els preparatius eren minuciosos, com feia Genguis Khan; Timur preveia fins a l'últim detall. Espies van ser enviats per informar-se de la situació i valorar la força de les línies enemigues. Les dones i les famílies van recollir les seves pertinences durant les setmanes i mesos que quedaven. Es van revisar els subministraments i es van arranjar tot fins que, finalment, l'exèrcit va estar a punt per marxar.
Vers l'octubre de 1380 Tamerlà va designar governador del Khurasan al seu fill Miran Shah. Timur no dominava efectivament el Khurasan però considerava als seus prínceps d'alguna manera subjectes, el que després s'ha anomenat com “esfera de influència”; una notificació formal per anar al kurultai implicava que Temur considerava el cap de la dinastia Kart com un vassall. Aquest seria un dispositiu típic abans de la invasió de noves terres, donant-li invariablement el casus belli que buscava. Timur havia estat al servei del pare de Ghiyath al-Din, el malik Muizz al-Din Abu l-Husayn. Quan aquest va morir, Ghiyath al-Din va continuar les relacions cordials, casant al seu fill gran amb la neboda de Timur. Ara se li demanava que reconegués l'autoritat de l'home que pocs anys abans havia estat a les ordres del seu pare, cosa que es podia considerar humiliant.
Com ajudants de Miran Shah va designar a Jahanghin Barles (germà de Hajji Barles), Hajji Saif al-Din Barles, Ak Bugha, Osman Abbas, príncep Muhammad Sultan, Kumar o Komari Inak (germà de Temuke), Taban Bahadur, Urur Bugha (germà de Sar Bugha), Pir Husayn Barles, Hamza Taychi’ut (fill de Musa Taychi’ut), Muhammad Qazagan, Sarik Etek, Muzaffar (fill de Utx Kara) i altres amirs amb 50 companyies de cavalleria. Tot estava a punt i els amirs van aixecar els seus estàndards i van sonar trompetes i tambors. Una campanya (que duraria tres anys) estava en marxa. Van sortir cap al sud, van passar per la Porta de Ferro (Derbend Aheny), el famós congost de parets vermelles, i van arribar al riu Jihun on un enginyer va construir un perfecte pont de vaixells per creuar-lo tal com ja s'havia pensat per quan convingués fer la guerra fora de Transoxiana.
Cinquanta mil homes van travessar el riu cap al sud i van passar el que quedava de la tardor i el hivern a Balkh i a Sheburgan. Al final del hivern va començar el saqueig del Badghis, que va permetre proveir als soldats de tot el necessari. Ali Beg, el cap dels Ja'un-i-Qurban va demanar a Timur de servir de guia de l'exèrcit.

## Conquesta d'Herat (1381)
Al març de 1381 l'exèrcit fou convocat i Timur en persona va marxar a la zona. L'exèrcit va creuar el Dizak (riu que desaigua al Jihun) i van arribar a Ankhud. Allí Timur va visitar al sant Baba Seku. Malik Muhammad, el kart de Sarakhs (germà del malik d'Herat) va anar des de Sarakhs a postrar-se davant de Timur. Després de creuar el Murghab o Merv-i Rud, van arribar a Chekedalik, que estava a poc mes de 50 ms d'Herat. Alli va convocar a les forces dels Ja'un-i Qurban que havien d'acudir dirigides per Ali Beg ibn Arghun Shah, segons el que s'havia pactat. Però Ali Beg ja havia canviat d'aliats i no solament es va negar a acudir sinó que va fer presoner al missatger enviar per Timur i simultàniament Ghiyath al-Din Pir Ali es va apoderar de Nixapur arrabassant-la als sarbadars que eren fidels a Tamerlà. Aquest es va desviar cap a Jam i Buzgan per impedir que les tropes d'aquesta part poguessin anar a auxiliar a Pir Ali a Herat. Pahlavan Mahdi, governador de Buzgan, se li va sotmetre. Allí a la vora, a Taybad, Timur va anar a visitar al sant Zain al-Din Abu Bakr Taybadi.
Després l'exèrcit es va dirigir a Fushanj, la fortalesa a uns 60 km a l'oest de Herat on Ghiyath al-Din havia col·locat una guarnició. Timur no volia cap mena de retard i després de 4 dies preparant la maquinaria, va començar un assalt directe; la rasa d'aigua que rodejava la fortalesa es va tapar amb taulons i les escales foren col·locades sota una barrera de míssils. Timur va anar entre els seus homes sense armadura i fou ferit dues vegades per fletxes. Al capdavant de les forces assaltants Shaikh Ali Bahadur, Mubarak (oficial que havia intervingut al setge d'Urganj), i el fill del famós Eltxi Bahadur. Es va poder fer una obertura a través d'un aqüeducte, per on van entrar a la fortalesa. La guarnició va morir als seus llocs de combat i la sang va córrer abundosa. Fushanj estava ben proveïda i fou saquejada a fons. L'exèrcit estava molt satisfet perquè era la primera fortalesa conquerida fora de Transoxiana i considerada una de les grans fortaleses del món. Al saber la notícia Ghiyath al-Din es va retirar darrera de les muralles d'Herat.
Timur i el seu exèrcit es van dirigir a Herat, davant de la qual van estacionar. Timur va fer una inspecció de la ciutat per avaluar punts forts i febles. De dins a la ciutat van sortir els ghuris o ghurs, el cos de soldats mes valent de l'exèrcit del malik, que van atacar als timúrides; després d'un combat sagnant van retornar al interior de les muralles. La població no era partidària de resistir i ho feia evident; havien sentit parlar de l'enfonsament precipitat de Fushanj i de la matança de la seva guarnició i no tenien cap mena de ganes de fer front a Timur. El perímetre de la ciutat estava encerclat i no hi havia esperances de retirada. Mestre de la guerra psicològica, Timur va oferir un incentiu als assetjats, fent saber que tots aquells que es negaven a lluitar contra ell serien perdonats. La proposta va ser acceptada amb ànsia per la gent. Només rendint-se ràpidament les seves propietats estarien segures. La resistència contra les forces superiors era inútil. Malik Ghiyath al-Din Pir Ali, per canviar la moral, va fer cridar als dedalls (els pregoners) convocant a la gent a anar a les muralles; però pels carrers o mercats la gent ignorava els crits i fins i tot les ordres directes no es complien. Malik Ghiyath al-Din Pir Ali va quedar sorprès però pressionat per les màximes figures religioses i polítiques, se’n va adonar de que tenia la guerra perduda i va demanar la pau.
Va enviar a Timur a la seva mare Sultana Khatun, filla de Togha Timur Khan, acompanyat del fill gran, Pir Muhammad ibn Ghiytah al-Din i d'Iskandar Shaykhi (s'esmenta com Iskandar-i Shaiki o simplement com Iskandar) de la casa persa de Kiya (Afrasiyàbides), que en nom del malik es van sotmetre i van demanar perdó. Timur els va acollir be; va concedir robes d'honor al príncep i va agafar al seu servei a Iskandar a través del qual es va informar acuradament de la situació de Pèrsia. Iskandar es va llogar un kihoshq, un pavelló en un jardí construït en fusta i marbre, en uns jardins anomenats Bagzogün (Jardí dels Corbs). Herat hauria de pagar rescat. Ghiyat al-Din Pir Ali va sortir de la ciutat i es va dirigir al campament de Timur davant el qual es va postrar i va demanar perdó seguint el protocol: agenollat sobre la catifa imperial, amb la mes profunda humilitat i suplicant el perdó en un cerimònia humiliant
"Timur el va perdonar i el va acaronar", va escriure Yazdi, "li va donar un cinturó d'honor, un cinturó amb pedres precioses, i després el va acomiadar". Els tresors de Herat ara pertanyien a Timur. Un sistema minuciosament establert, destinat a minimitzar les pèrdues per a la seva tresoreria, va especificar precisament com s'haurien de prendre. Generalment s'observava amb la mateixa rigorosa disciplina que caracteritzava el comandament dels seus exèrcits. Primer, es van tancar totes les portes de les muralles de la ciutat, per evitar tant el saqueig prematur dels seus soldats com el contraban de béns portables per part dels ciutadans. Un cop acabat això, els recol·lectors d'impostos van marxar a confiscar béns, buscar cases, extreure confessions dels sospitosos d'haver amagat riqueses o conèixer altres famílies que encara havien de detallar les seves pertinences. Tots els béns lliurats van ser traslladats als centres de recollida, on van ser registrats pels amirs, entre els quals es van repartir els diners del rescat. Les cases de l'aristocràcia local, que va contribuir amb la major part d'aquest pagament, no foren destruïdes ni saquejades i un cordó militar va ser poat al voltant del seu barri. Els soldats només van poder saquejar quan els oficials de Timur havien finalitzat les seves sol·licituds. Si van actuar prematurament i van ser atrapats en l'acte, ho van pagar amb la seva vida. Timur va preferir prendre una ciutat per rescat, no per estalviar la sang d'innocents, sinó per consideracions purament econòmiques. La presa per la força portava incidents i saquejos descontrolats i, per tant, pèrdua de ingressos. Tot el recollit fou portat a Samarcanda amb camells. El monumental revestiment de ferro de Darvazaya Malik, la porta del rei de Herat, adornat amb escultures i inscripcions, va ser tallat i portat a Shahr-i-Sabz. De la mateixa manera que els seus homòlegs a Urganj havien estat presos després de la caiguda de la ciutat, els intel·lectuals i savis de Herat (els erudits i els homes d'església, artistes i artesans) van ser enviats a Samarcanda acompanyats o escortats pel governador de Tirmidh, Timurtash, nebot d'Akbugha. Al cap d'un temps Ghiyath al-Din, el derrotat príncep de Kart, va ser autoritzat a romandre en el càrrec com a vassall de Timur, però aquest havia fet enderrocar les muralles per evitar una eventual revolta.
Els notables també van baixar la catifa imperial agenollats lloant a l'emperador. Les portes d'Herat foren portades a la Ciutat Verda (Kish) junt amb el tresor dels maliks: diners de plata, pedres precioses sense tallar, brocats i trons d'or de la dinastia. La impregnable fortalesa d'Ishkilge, governada per Ghuri ibn Ghiyath al-Din, el fill petit del Malik, fou entregada a Timur per Ghiyath al-Din que amb bones paraules va saber convèncer al seu fill d'anar a la cort. La conquesta d'Herat va tenir lloc segons Yazdi a l'abril del 1381.
La incorporació de facto a l'imperi va afegir una gran ciutat al creixent domini de Tamerlà: tenia 9000 passos de circuit i allotjava un quart de milió de persones, amb centenars de col·legis, tres mil cases de banys i prop de deu mil botigues. (En aquest moment Londres i París no tenien més de seixanta mil habitants cadascuna i encara que hi havia escoles no consta que hi haguessin banys calents). L'entorn tenia molts molins que rodaven pel vent i no per l'aigua
A la tardor del 1381 Tamerlà va posar en ordre els afers de Khurasan: Malik Ghiyath al-Din Pir Ali fou autoritzat a tornar a Herat per governar la regió. Ali Beg ibn Arghun Shah fou confirmat com a governant del tuman de Ja’un-i-Qurban. Khoja Ali Muayyad va conservar el govern de la vila de Sabzawar però la regió en conjunt va quedar sota el govern de Taban Bahadur; alguns parents de Muayyad van governar altres viles menors i tots van servir a Timur en el que se’ls va manar. Després d'aixó Tamerlà va retornar a Samarcanda on fou rebut amb molta joia.

## El principat kart de Sarakhs (1381)
Muhammad de Sarakhs s'havia sotmès immediatament a Timur i aquest li havia permés retornar al seu govern. Però quan Timur va marxar cap a Samarcanda el governador Miran Shah, fill de Timur, el va arrestar i el va enviar a Samarcanda on va passar el hivern.